# Nanocheirodon
Nanocheirodon is een monotypisch geslacht van straalvinnige vissen uit de familie van de karperzalmen (Characidae).

## Soort
- Nanocheirodon insignis (Steindachner, 1880)